# Obraz (književnost)
Obraz je oznaka za kratko pripovedno književno zvrst. V sredini 19. stoletja se je ta oznaka pojavljala tudi v liriki. Obraz je epsko-razpoloženjska pesem.
Obraz - beseda pomeni podoba/slika. Je kratko prozno ali pesniško besedilo, kjer je v ospredju zanimanja pojavnost predmeta in narava, ustvarjalec pa ostaja v ozadju in ne kaže svojih čustev.
Oblika obrazov je preprosta in enotna. Vsak obraz je sestavljen iz treh kitic, ki imajo enako verzno obliko, to je šestzložni krakovjak - verz poljske ljudske pesmi.